# Giuseppe Orlandini
Pour les articles homonymes, voir Orlandini.
Giuseppe Orlandini, né le 17 octobre 1922 à Florence, est un réalisateur et scénariste italien. Il est connu pour avoir réalisé des comédies avec le duo comique Franco et Ciccio dans les années 1960 et 1970.

## Biographie
Il débute en 1953 comme assistant-réalisateur de Renato Rascel pendant le tournage du film La passeggiata qui est librement inspiré de la nouvelle La Perspective Nevski de l’écrivain russe Nicolas Gogol.
En 1959, il co-réalise avec Franco Rossi la comédie Papa est amoureux, avec Marcello Mastroianni, Jacqueline Sassard, Marisa Merlini et Gabriele Ferzetti dans les rôles principaux. Entre cette date et 1972, il réalise neuf autres films, dont cinq comédies avec le duo comique Franco et Ciccio.

## Filmographie

### Comme réalisateur

#### Au cinéma
- 1959 : Papa est amoureux (Tutti innamorati), coréalisé avec Franco Rossi
- 1962 : Cronache del '22 (it), épisode Lo squadrista
- 1963 : La pupa
- 1965 : La ragazzola (it)
- 1967 : Les Deux Flics (I due vigili)
- 1968 : Les Deux Croisés (I due crociati)
- 1969 : Gli infermieri della mutua
- 1970 : I due maggiolini più matti del mondo
- 1971 : Il clan dei due Borsalini
- 1972 : Continuavano a chiamarli... er più e er meno (it)

### Comme scénariste

#### Au cinéma
- 1963 : Les Amours difficiles (L'amore difficile), avec Alberto Bonucci, Sergio Sollima, Nino Manfredi et Luciano Lucignani, épisode L'Aventure d'un soldat (L'avventura di un soldato)
- 1965 : La ragazzola
- 1969 : Gli infermieri della mutua
- 1971 : Il clan dei due Borsalini

#### À la télévision

##### Série télévisée
- 1971 : Il carcerato

### Comme assistant-réalisateur

#### Au cinéma
- 1953 : La passeggiata de Renato Rascel
- 1955 : Amis pour la vie (Amici per la pelle) de Franco Rossi
- 1958 : La ragazza di piazza San Pietro de Piero Costa
- 1959 : Morte di un amico de Franco Rossi
- 1967 : Quando dico che ti amo de Giorgio Bianchi